# Grabhügel aus der Bronzezeit bei Norddorf auf Amrum
Der Grabhügel aus der Bronzezeit in den Dünen bei Norddorf auf der nordfriesischen Insel Amrum ist Teil einer Anlage aus der jüngeren Stein-  und der Bronzezeit, mit einer Gruppe von drei Grabhügeln, einem Urnenfriedhof und einem Erdwall, die in der Mitte des 20. Jahrhunderts zutage trat. Während die Fläche über die Jahre hinweg wieder zuwehte und zuwuchs, hat der Amrumer Heimat- und Naturschutzverein „Öömrang Ferian“ in der Zeit um 2020 den sogenannten Grabhügel III teilweise wieder freigelegt, um die „Geschichte auf Amrum sichtbar [zu] machen“.

## Lage
Der Grabhügel befindet sich im „Düüwdääl“ (Taubental), westlich von Norddorf im schleswig-holsteinischen Kreis Nordfriesland an einem Bohlenweg, der die Aussichtsplattformen „A Siatler“ (Setzerdüne) und „Himmelsleiter“ verbindet. Er liegt innerhalb des Naturschutzgebiets Amrumer Dünen, das vollständig zu dem Fauna-Flora-Habitat-Gebiet Küsten- und Dünenlandschaften Amrums und dem Vogelschutzgebiet Ramsar-Gebiet S-H Wattenmeer und angrenzende Küstengebiete gehört und so Teil des europaweiten Netzes von Schutzgebieten Natura 2000 ist.

## Geschichte
Die Grabstätte im Düüwdääl gehört zu einer Gruppe dreier bronzezeitlicher Hügel, die in den 1930er und 1940er Jahren freigeweht wurden. Weil sie auf der Suche nach Fundstücken immer wieder durchwühlt wurden, haben prähistorische Archäologen in der zweiten Hälfte der 1940er Jahre die Grabstätten freigelegt und untersucht. Die Ergebnisse haben die an den Ausgrabungen beteiligten Wissenschaftler Johanna Brandt und Otto Rochna 1951 veröffentlicht. In der von Karl Kersten (* 1909; † 1992) und Peter La Baume (* 1916; † 1977) im Jahr 1958 erschienenen Vorgeschichte der nordfriesischen Inseln werden die drei Grabhügel mit ihren Fundstücken detailliert beschrieben.
Der wieder unter den Wanderdünen verborgene Grabhügel I hatte einen Durchmesser von rund 20 Metern und eine Höhe von 2 Metern. Er enthielt sieben unterschiedlich große Gräber. Durch Raubgrabungen fehlten die meisten der Grabbeigaben. Nur in einem Grab, das im inneren Steinkreis lag, konnten in einem Bohlensarg zwei Bronzeringe und eine Bernsteinperle gefunden werden. Neben den größeren Gräbern wurden im gesamten Mantel des Hügels noch weitere Bestattungen durchgeführt. Es sind hier 86 Urnen mit kleineren Grabbeigaben gefunden worden.
Westlich des Hügels I befindet sich Grabhügel II mit einem Durchmesser von 25 Metern und einer Höhe von 2,50 Metern. In ihm lagen aus der älteren bis mittleren Bronzezeit fünf Körpergräber, in denen die Verstorbenen in unversehrtem Zustand beigesetzt wurden. In einem Grab ist ein noch gut erhaltenes Bronzeschwert gefunden worden, in einem anderen eine Bronzefibel neben einem Bronzeschwert.
Die Höhe des Grabhügels III betrug vermutlich einst 1,5 Meter, mit einem Durchmesser von 16 bis 17 Metern. Er enthielt drei Gräber, die von einem Steinkreis umgeben waren. Von Nachbestattungen konnten 17 Urnen geborgen werden. Zahlreiche Tonscherben lassen weitere von Grabräubern zerstörte Urnengräber vermuten. In Abstimmung mit dem Archäologischen Landesamt für Nordfriesland haben Mitglieder des Öömrang Ferian und Jugendliche, die sich im Rahmen des Bundesfreiwilligendienstes und des Freiwilligen ökologischen Jahres engagieren, den mit Heidewurzeln durchsetzen Sand abgetragen und die Grabstätte teilweise wieder freigelegt.

## Grabhügel III

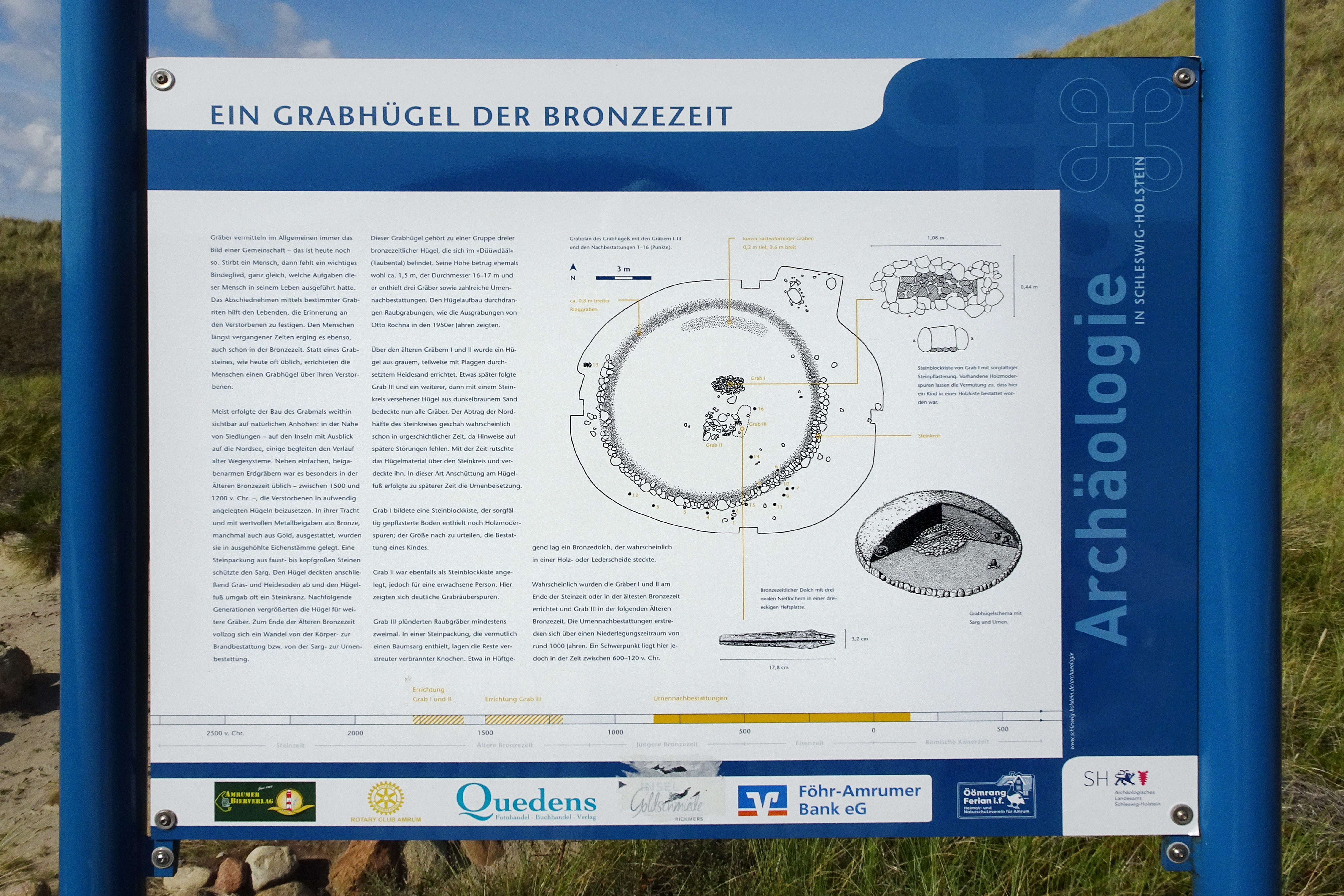
Informationstafel des Archäologischen Landesamtes Schleswig-Holstein am Grabhügel

Die älteren Gräber im Hügel III, die Grab I und Grab II genannt werden, bedeckte ein Rücken aus grauem, teilweise mit Plaggen durchsetztem Heidesand. Etwas später folgte Grab III und über alle drei Gräber wurde ein Hügel aus dunkelbraunem Sand errichtet, den ein Ring aus Steinen umgab. Mit der Zeit rutschte der aufgeschüttete Sand des Hügels über den Steinkreis und verdeckte ihn. In diesem Bereich wurden in späteren Zeiten Urnen beigesetzt.
Eine Steinblockkiste bildete Grab I und die Größe lässt die Bestattung eines Kindes vermuten. Der sorgfältig gepflasterte Boden enthielt noch Holzmoderspuren. Auch Grab II war als Steinblockkiste angelegt, jedoch für eine erwachsene Person. Hier zeigten sich deutliche Raubgräberspuren. Ebenfalls plünderten mindestens zweimal Grabräuber das Grab III. In ihm lag, etwa in Hüftgegend, ein Bronzedolch, der wahrscheinlich in einer Holz- oder Lederscheide steckte.
Es wird angenommen, dass die Gräber I und II am Ende der Steinzeit oder in der ältesten Bronzezeit und Grab III in der folgenden Älteren Bronzezeit errichtet wurden. Die Urnennachbestattungen erstrecken sich über einen Niederlegungszeitraum von rund 1000 Jahren. Ein Schwerpunkt lag hier jedoch in der Zeit zwischen 600 und 120 v. Chr.